# Ingrid Langballe
Ingrid Oline Langballe f. Hestbæk (30. januar 1900 i København – 21. marts 1975 i Hellerup) var en dansk skuespillerinde.
Langballe, der var elev af skuespiller Robert Schmidt, huskes særligt for de store operetter på Nørrebros Teater i 1940'erne og i begyndelsen af 1950'erne. Hun var tilknyttet teatret 1938-1952 og spillede senere på Det ny Teater, Allé-Scenen, ABC-Teatret og Frederiksberg Teater. 
Hun var gift med Carl Langballe (1891 – 1946) og er begravet på Vestre Kirkegård i København.

## Filmografi
- De kloge og vi gale (1945)
- Mød mig på Cassiopeia (1951)
- Min datter Nelly (1955)
- Tre finder en kro (1955)
- Den kloge mand (1956)
- Støv på hjernen (1961)
- Soyas tagsten (1966)
- Min søsters børn (1966)
- Naboerne (1966)
- Far laver sovsen (1967)
- Min søsters børn vælter byen (1968)
- Uden en trævl (1968)
- Rektor på sengekanten (1972)
- I Tyrens tegn (1974)